# Horst Ferdinand
Horst Ferdinand (* 4. April 1921 in Ettenheim; † 31. Dezember 2004 in Troisdorf) war deutscher Bundestagsstenograph, Referatsleiter im Deutschen Bundestag und Biograph.

## Werdegang
Ferdinand kam als Sohn der Eheleute Johann Baptist (1880–1967) und Franziska Ferdinand, geb. Dilger, (1881–1974) zur Welt. Er besuchte Volksschulen in Ettenheim und Freiburg, ab 1931 das Berthold-Gymnasium in Freiburg. 1932 wechselte er an das Bismarck-Gymnasium in Karlsruhe, an dem er 1939 das Abitur ablegte. Im selben Jahr wurde er Deutscher Kurzschriftmeister.
Nach Kriegsdienst und dreijähriger Kriegsgefangenschaft in Großbritannien studierte er von 1948 bis 1952 Musikwissenschaft, Philosophie, Psychologie und Germanistik an den Universitäten Heidelberg und Bonn. Mit der Dissertation „Das Ordinarium Missae in den Handschriften der Badischen Landesbibliothek“ promovierte er zum Dr. phil. in Bonn. Es folgte von 1954 bis 1956 ein nebenamtliches Studium der Rechtswissenschaften in Bonn und von 1959 bis 1963 ein nebenamtliches Studium der katholischen Theologie, u. a. bei Joseph Ratzinger (Papst Benedikt XVI.).
Parallel zum Studium arbeitete Ferdinand ab 1948 als Stenograf im Badischen Landtag in Freiburg und bei den Konferenzen der Ministerpräsidenten. 1949 kam er in die Verwaltung des Deutschen Bundestages in Bonn, zunächst als Bundestagsstenograph. 1953 wechselte er innerhalb der Verwaltung in das Referat Interparlamentarische Angelegenheiten (PB 2) der Verwaltung des Deutschen Bundestages (heute Referat WI 2 Internationale parlamentarische Versammlungen), das er ab 1974 bis zu seinem Ruhestand 1985 als Ministerialrat leitete. Bis zu seinem Tod war Ferdinand als Biograph publizistisch tätig, vor allen Dingen als korrespondierendes Mitglied der Kommission für geschichtliche Landeskunde in Baden-Württemberg. Für dieses Engagement bekam 1997 von der Landesregierung Baden-Württemberg den Professorentitel verliehen. Ferdinand war verheiratet und hatte vier Kinder.

## Ehrungen
- 1977: Verdienstkreuz am Bande der Bundesrepublik Deutschland
- 1985: Verdienstkreuz 1. Klasse der Bundesrepublik Deutschland
- 1991: Korrespondierendes Mitglied der Kommission für geschichtliche Landeskunde
- 1997: Professortitel durch die Landesregierung von Baden-Württemberg[3]
- 2001: Großes Verdienstkreuz der Bundesrepublik Deutschland[4]

## Belege
1. ↑  Ferdinand Johann Baptist - Detailseite - LEO-BW. Abgerufen am 12. Februar 2021.
2. ↑  Deutscher Bundestag: Organisationsplan Deutscher Bundestag. Deutscher Bundestag, 22. Januar 2021, abgerufen am 12. Februar 2021.
3. ↑  Landtag von Baden-Württemberg: Ernennung von Ehrenprofessorinnen und Ehrenprofessoren durch Ministerpräsident Teufel. Landtag Baden-Württemberg, 24. März 2005, abgerufen am 12. Februar 2021.
4. ↑  Badische Zeitung: Ferdinand hoch dekoriert - Ettenheim - Badische Zeitung. Abgerufen am 12. Februar 2021.
5. ↑  Horst Ferdinand: Das Ordinarium Missae in den Handschriften der Badischen Landesbibliothek. o. O 1952 (dnb.de [abgerufen am 12. Februar 2021]).
6. ↑  Horst Ferdinand, Adolf Kohler: Für Europa: Hans Furlers Lebensweg. Europa-Union-Verlag, Bonn 1977 (dnb.de [abgerufen am 12. Februar 2021]).
7. ↑  Horst Ferdinand (Hrsg.): Beginn in Bonn: Erinnerungen an d. 1. Dt. Bundestag (= Herderbücherei). Herder, Freiburg im Breisgau, Basel, Wien 1985, ISBN 978-3-451-08235-1 (dnb.de [abgerufen am 12. Februar 2021]).
8. ↑  Horst Ferdinand: Internationale Bindungen und Beziehungen: Bundestagsabgeordnete auf internationalem Parkett (= Bundestag von A-Z). Dt. Bundestag, Referat Öffentlichkeitsarbeit, Bonn 1987 (dnb.de [abgerufen am 12. Februar 2021]).
9. ↑  Horst Ferdinand: Internationale Beziehungen: Bundestagsabgeordnete in interparlamentarischen Gremien (= Bundestag von A-Z). 4.  Auflage. Dt. Bundestag, Referat Öffentlichkeitsarbeit, Bonn 1990 (dnb.de [abgerufen am 12. Februar 2021]).
10. ↑  Reden, die die Republik bewegten. 2., erw. und überarb.  Auflage. Leske und Budrich, Opladen 2002, ISBN 978-3-8100-3338-3 (dnb.de [abgerufen am 12. Februar 2021]).
11. ↑  Reden, die die Republik bewegten. 2. Auflage. VS Verlag für Sozialwissenschaften, 2002, ISBN 978-3-8100-3338-3 (springer.com [abgerufen am 12. Februar 2021]).
12. ↑  Ferdinand Horst - Detailseite - LEO-BW. Abgerufen am 12. Februar 2021.

| Personendaten    | Personendaten       |
| ---------------- | ------------------- |
| NAME             | Ferdinand, Horst    |
| KURZBESCHREIBUNG | deutscher Stenograf |
| GEBURTSDATUM     | 4. April 1921       |
| GEBURTSORT       | Ettenheim           |
| STERBEDATUM      | 31. Dezember 2004   |
| STERBEORT        | bei Siegburg        |